# اوهایوی زیبا
اوهایوی زیبا (به انگلیسی: Beautiful Ohio) فیلمی آمریکایی است که به کارگردانی چاد لوو و با بازی ویلیام هرت، میشل تراشتنبرگ و جولیانا مارگولیس در سال ۲۰۰۶ ساخته شده‌است. این فیلم که بر اساس داستان کوتاه "Batorsag and Szerelem" نوشتهٔ ایتان کانین ساخته شده، یک درام/کمدی با موضوع سن بلوغ است که در دهه ۱۹۷۰ اتفاق می‌افتد.